# Heinrich von Karssem
Heinrich von Karssem (* im 14. Jahrhundert; † im 15. Jahrhundert) war Domherr in Münster.

## Leben
Heinrich von Karssem wurde als Sohn des Sassenberger Burgmanns Johann von Karssem geboren. Angaben über seine Mutter sind nicht überliefert. Am 3. Februar 1409 findet er erstmals als münsterischer Domherr urkundliche Erwähnung. Über sein weiteres Wirken gibt die Quellenlage keinen Aufschluss. In seinem Testament vom 26. November 1429 bedachte er seine Brüder mit seinen Gütern in der Grafschaft Ravensberg. 